# Кольцо когомологий
В алгебраической топологии, кольцо когомологий топологического пространства X — это N-градуированное кольцо, составленное из групп когомологий пространства с {\displaystyle \smile }-произведением (произведением Колмогорова — Александера) в качестве умножения в кольце:
{\displaystyle H^{\bullet }(X;R)=\bigoplus _{k\in \mathbb {N} }H^{k}(X;R),}
где коэффициенты берутся в коммутативном кольце R (как правило в качестве R берут Zn, Z, Q, R или C).
Здесь под когомологиями как правило понимают сингулярные когомологии. Кольцо когомологий представляет собой важнейший топологический инвариант: непрерывное отображение топологических пространств {\displaystyle X\to Y} индуцирует гомоморфизм колец {\displaystyle H^{\bullet }(Y;R)\to H^{\bullet }(X;R)}.
Особенно важной вехой в развитии топологии по многим причинам оказался 1935 год. В сентябре 1935 года в Москве состоялась «Первая международная топологическая конференция»». Независимые друг от друга доклады Дж. Александера, И. И. Гордона и А. Н. Колмогорова, прочитанные на этой конференции, положили начало теории когомологий. Конструкция умножения когомологий И. И. Гордона отличалась от конструкций Дж. Александера и А. Н. Колмогорова, которые были идентичны. Несколько позднее изоморфизм колец Гордона и Александера-Колмогорова был доказан Г. Фройденталем.

## Примеры
- {\displaystyle \operatorname {H} ^{*}(\mathbb {R} P^{n};\mathbb {F} _{2})=\mathbb {F} _{2}[\alpha ]/(\alpha ^{n+1})}, где {\displaystyle |\alpha |=1}.
- {\displaystyle \operatorname {H} ^{*}(\mathbb {R} P^{\infty };\mathbb {F} _{2})=\mathbb {F} _{2}[\alpha ]}, где {\displaystyle |\alpha |=1}.
- {\displaystyle \operatorname {H} ^{*}(\mathbb {C} P^{n};\mathbb {Z} )=\mathbb {Z} [\alpha ]/(\alpha ^{n+1})}, где {\displaystyle |\alpha |=2}.
- {\displaystyle \operatorname {H} ^{*}(\mathbb {C} P^{\infty };\mathbb {Z} )=\mathbb {Z} [\alpha ]}, где {\displaystyle |\alpha |=2}.
- {\displaystyle \operatorname {H} ^{*}(\mathbb {H} P^{n};\mathbb {Z} )=\mathbb {Z} [\alpha ]/(\alpha ^{n+1})}, где {\displaystyle |\alpha |=4}.
- {\displaystyle \operatorname {H} ^{*}(\mathbb {H} P^{\infty };\mathbb {Z} )=\mathbb {Z} [\alpha ]}, где {\displaystyle |\alpha |=4}.